# علي الفصيحي
علي بن محمد بن علي الفصيحي، وهو أبو الحسن الاسترآبادي، المعروف بعلي بن أبي زيد الفصيحي، عالم في اللغة العربية، شافعي المذهب، ولد ونشأ في استرآباد وسكن بغداد بعهد الدولة العباسية وتوفي فيها.

ولقد قرأ علي الفصيحي النحو والبلاغة على عبد القاهر الجرجاني، وبرع في علوم اللغة العربية حتى صار من أعرف أهل زمانهِ، وصارت لهُ شهرة، ثم ترك جرجان وأنتقل إلى بغداد. ودرس النحو بالمدرسة النظامية بعد الشيخ أبي زكريا يحيى بن علي الخطيب التبريزي، ثم اتهم بالتشيع وهو شافعي المذهب فقيل لهُ في ذلك، فقال: لا أجحد، أنا متشيع من الفرق إلى القدم فأخرج من النظامية، ورتب مكانه الشيخ أبو منصور موهوب بن أحمد بن محمد بن الخضر الجواليقي، فكان المتعلمون يقصدون داره التي انتقل إليها للقراءة عليه فقال لهم يوماً: (داري بكرا، وخبزي بشرا، وقد جئتم تتدحرجون إلي، فاذهبوا إلى من عزلنا به).
وسمي بالفصيحي لكثرة دراسته كتاب الفصيح لثعلب وصار لهُ به أنس، حتى أنه دخل يوماً على مريض يعوده، فقال شفاه، وسبق على لسانه: وأرخيت الستر، لاعتياده كثرة إعادته.
وقد روى الفصيحي عن أبي الحسن الخطيب الأقطع إنشاداً سمعه منه ابن سلفة الأصفهاني الحافظ ببغداد وقال: جالسته وسألته عن أحرف من العربية. وروى عنه في مشيخة بغداد.
وكان من تلاميذهِ ومن أخذ عنه أبو نزار النحوي والحيص بيص الشاعر.
ومن خط ابن المتوكل: حدثني الشيخ الإمام الفصيحي قال: رأيت بعض الموسوسين في المارستان (المستشفى) وفي إبهامهِ أثر الحناء دون أصابعه، فقلت لهُ: ما معنى الحناء في الإبهام دون سائر الأصابع؟ فأنشدني:
وذكر في كتاب سرعة الجواب ومداعبة الأحباب تصنيف الحسن بن جعفر بن عبد الصمد بن المتوكل بخطهِ: أنشدني الشيخ الإمام أبو الحسن علي بن أبي زيد الفصيحي وقد عاتبته على الوحدة فقال:

## وفاته
توفي في بغداد سنة 516 هـ/ 1123م، ودفن في المقبرة الوردية. قال ابن النجار: قرأت في كتاب أبي بكر المبارك بن كامل بن أبي غالب الخفاف بخطهِ، قال: (مات الفصيحي النحوي في يوم الأربعاء ثالث عشري ذي الحجة سنة ست عشرة وخمس مائة).